# 祖父江孝男
祖父江 孝男（そふえ たかお、1926年11月5日 - 2012年12月15日）は、日本の文化人類学者、国立民族学博物館名誉教授。

## 経歴
出生から修学期
1926年、東京で生れた。府立高等学校を経て、東京大学理学部人類学科に入学。文化人類学を専攻し、1949年に卒業。ハーバード大学大学院に留学。
文化人類学研究者として
ノースウェスタン大学、ハワイ大学、ウィスコンシン大学客員教授をつとめた後に帰国し、明治大学政経学部教授に就いた。1977年、国立民族学博物館教授に転じた。1984年に国立民族学博物館を退任し、名誉教授となった。同年より放送大学客員教授をつとめた。
2012年12月15日、虚血性心不全のため自宅にて死去。

## 受賞・栄典
- 1993年：紫綬褒章を受章。

## 研究内容・業績
文化人類学者として北米をフィールドとし、アラスカ・エスキモーを専門とした。後に勤務することとなる国立民族学博物館の創設にも参画した。
一方で、新書で刊行した『県民性』がベスト・ロングセラーとなったこともあり、一般的には日本人論に関する著作で知られる。日本各地の地域特性、離婚率や自殺率、女性の進学率などに目を向けた。選択的夫婦別姓制度に賛同していた。

## 著作
著書
- 『行動する人間』日本評論新社(科学ノート人間の解明)) 1959 
  - 改題『文化人類学のすすめ：行動する人間』講談社学術文庫 1978
- 『エスキモー人：日本人の郷愁をさそう北方民族』光文社(カッパブックス) 1961
- 『ハワイ』講談社(原色写真文庫) 1967
- 『県民性 文化人類学的考察』中公新書 1971
- 『アラスカ・エスキモー』社会思想社(現代教養文庫) 1972
- 『文化とパーソナリティ』弘文堂 1976
- 『文化人類学入門』中公新書 1979
  - 増補改訂版 1990年
- 『文化人類学 世界の民族と日本人』放送大学教育振興会 1986
  - 新版　放送大学教育振興会(放送大学教材) 1991年
- 『日本人の国際性 その構造分析』くもん出版(くもん選書) 1989
- 『出身県でわかる人柄の本 日本人の常識』同文書院(快楽脳叢書) 1993
  - 改題改訂『県民性の人間学』新潮社(新潮OH!文庫) 2000
- 『人類学と私：その流れをふりかえる』放送大学文化人類学研究会 2005[3]
  - 文庫化 ちくま文庫 2012

共編著
- 『国民の心理 日本人と欧米人』我妻洋共著、講談社ミリオン・ブックス 1959
- 『文化人類学』蒲生正男共編、有斐閣双書 1969
- 『変動期の日本社会：その構造と意識の分析』飽戸弘・富永健一共編、日本放送出版協会(NHK市民大学叢書) 1972
- 『企業革新の哲学』阿部実・山田雄一共編、総合労働研究所 1974
- 『レジャーの構造』(人間とレジャー 4) 日本経済新聞社 1974
- 『日本人と教育』唐沢富太郎・平井信義共編、帝国地方行政学会 1974
- 『職場青年の心理学：青年よ不安をいだけ』早坂泰次郎・山田雄一共編、有斐閣選書 1975
- 『現代の日本語』柴田武・徳川宗賢共著、三省堂選書 1977
- 『文化人類学事典』共編、ぎょうせい 1977
- 『国立民族学博物館：諸民族の文化を目で見るガイドブック』梅棹忠夫共編、講談社 1979
- 『日本人の構造』至文堂 1980
- 『暮らしの美意識：現代日本文化における伝統と変容』1 杉田繁治共編、ドメス出版 1984
- 『日本人はどう変わったのか：戦後から現代へ』日本放送出版協会(NHKブックス) 1987
- 『アジアの社会 稲とくらし』放送大学教育振興会(放送大学教材) 1988
- 『稲からみたアジア社会』放送大学教育振興会 1988
- 『日本人の国際化にみる特質』木田宏共著、統計研究会 1991
- 『人間を考える 学際的アプローチ』放送大学教育振興会 1992
- 『日本の教育力』梶田正巳共編、金子書房 1995
- 『無答責と答責：戦後五〇年の日韓関係』寿岳章子共編、御茶の水書房 1995
- 『文化人類学：世界の民族と日本人』原尻英樹共編、放送大学教育振興会 1996

訳書
- 『人間科学入門：人類学の追求する新しい人間像』青柳清孝・青柳真智子共訳 学習研究社 1965
- 『文化人類学リーディングス：文化・社会・行動』編訳、誠信書房 1968
- 『人間を考える：人類学的考察』ピエール・A.ラドワンスキー著、香原志勢共訳 南雲堂 1970

論文
- CiNii(祖父江孝男論文)